# 스티븐 브릴
스티븐 브릴(Steven Brill, 1962년 5월 27일 ~ )은 미국의 각본가, 영화 감독, 영화 프로듀서, 텔레비전 배우, 영화배우이다.
우티카에서 태어났다.

## 영화
- 샌디 웩슬러 (2017년)
- 두 오버 (2016년)
- 워크 오브 셰임 (2014년)
- 무비 43 (2013년)
- 드릴빗 테일러 (2008년)
- 사고친 후에 (2007년)
- 위드아웃 어 패들 (2004년)
- 미스터 디즈 (2002년)
- 조는 못말려 (2001년)
- 리틀 니키 (2000년)
- 레디 투 럼블 (2000년)
- 빅 대디 (1999년)
- 마이티 덕 3 (1996년)
- 사랑의 삼각관계 (1994년)
- 디즈니 캠프 (1994년)
- 마이티 덕 2 (1994년)
- 남자가 사랑할 때 (1994년)
- 사랑의 조건 (1992년)
- 마이티 덕 (1992년)
- 배트맨 2 (1992년)
- 데드 싸일런스 (1991년)
- 위험한 승부 (1990년)
- 가위손 (1990년) - 설거지 남 역
- 고잉 오버보드 (1989년)
- 섹스 거짓말 그리고 비디오테이프 (1989년)